# キャラメルダンセン
キャラメルダンセン（Caramelldansen、英題: Caramelldancing）は、スウェーデンのユーロダンス音楽グループのキャラメルが、2001年に発表したアルバム『Supergott』の1曲目である。
「ウッーウッーウマウマ(ﾟ∀ﾟ)」（由来は後述）という邦題もある。

## インターネット上での人気
この曲はインターネット上に投稿されたMADムービー（Flashアニメ）により、楽曲が広く知られ、インターネット・ミームとなった。
MADムービーに使用された動画は、2002年に発売されたPCゲーム『ぽぽたん』のオープニングテーマ「いっちゃえ!ぽぽたん」の映像（いわゆる「ぽぽたんダンス」）のごく一部を一瞬だけ切り取ったものであり、英語圏の画像掲示板・4chanに転載されたFlashが元になっている。Flashではゲームに登場するキャラクターが、曲に合わせて両手を耳の上で上下させ、腰を左右に激しく揺らしてダンスしているが、本来はゲームの主題歌に合わせて踊っている映像であった。

ダンスの振り付け

Internet ArchiveではMADムービーの作者について、2006年前半にスウェーデンの一個人がこの楽曲に動画を付けたFlashアニメを制作し、自分の個人サイトに掲載していたものがオリジナルであるとしている。このMADムービーは、2005年から2006年頃にかけてYouTubeにアップされ、2008年に入ってからはニコニコ動画でもブームとなった。これら動画共有サイトで「中毒性がある」と人気を集め、派生作品（パロディ）が多数作成された。2009年3月時点で、YouTubeで約700、ニコニコ動画で約2000の関連動画がアップされていた。日本では「～～でｳｯｰｳｯｰｳﾏｳﾏ(ﾟ∀ﾟ)」という動画名でアップされることが多い。
MADムービーの楽曲は、キャラメルが発表したオリジナルのものではなく、原曲を1.2倍から1.3倍に速めリミックスした「Speedycake Remix」と呼ばれるバージョンが使用されている。これは非公式リミックスであるため、当時はキャラメルのアルバムには収録されていなかったが、2008年4月16日に日本で「キャラメルダンセン」の販売ライセンスを所有していたEXIT TUNESにより、オムニバスアルバム『ウマウマできるトランスを作ってみた』に収録・発売され、ドワンゴでも配信された。同年5月21日には『ウッーウッーウマウマ(ﾟ∀ﾟ)』のタイトルでシングルカットされた。このシングルは第23回日本ゴールドディスク大賞の洋楽部門シングル・オブ・ザ・イヤーを受賞した。
さらに同年6月18日には、日本盤として『ウッーウッーウマウマ(ﾟ∀ﾟ) SPEEDアルバム』もリリースされ、各楽曲にはアスキーアートが使われた邦題が付けられている。MADムービーの雰囲気を再現しつつも著作権に配慮し、CDジャケットやMVにはオリジナルキャラクターが採用された。ジャケットのイラストはイラストレーターの要河オルカによるものである。
キャラメルは、『ウッーウッーウマウマ(ﾟ∀ﾟ)SPEEDアルバム』と同内容のリミックス版アルバム『Supergott Speedy Mixes』を発売した。各国で販売されているリミックス版アルバム『Supergott Speedy Mixes』などのCDジャケットやビデオクリップ、公式サイトに登場する「Caramall girls」は、日本で発売された『ウッーウッーウマウマ(ﾟ∀ﾟ) SPEEDアルバム』、シングル『ウッーウッーウマウマ(ﾟ∀ﾟ)』のジャケットに登場するキャラクターが一部流用されている。
2020年末のAdobe Flashのサポート終了に伴い、Internet Archiveの公式ブログに同年11月19日（現地時間）、「Flash Animations Live Forever at the Internet Archive」と題した記事が掲載され、同団体がウェブアーカイブとして保存したFlashアニメを、Adobe Flashエミュレータ「Ruffle」を用いて再生できるようにしたことを発表。その記事で「ロイツマ・ガール」(Ievan Polkka) とともに「キャラメルダンセン」のFlashアニメ（曲は英語版）が掲載された。同記事では「厳選された最高の代表的なFlashアイテムのコレクション」として、Flashアニメの代表作のひとつとして紹介されている。この記事については日本のニュースサイトでも取り上げられた。

## 空耳歌詞
本楽曲のスウェーデン語の歌詞が日本語の空耳に聞こえることも話題となり、サビ部分の「O-o-oa-oa」と「Dansa med oss Klappa era händer」にはそれぞれ「ウッーウッーウマウマ」「バルサミコ酢やっぱいらへんで」等の空耳歌詞がつけられている。これらは日本版のビデオクリップにも使われている。
2008年以降は日本語版や英語版、ドイツ語版、ポーランド語版などがリリースされているが、日本語版の歌詞は原曲を翻訳したものではなく、空耳の歌詞をアレンジしたものが使用されている。
なお「ウッーウッーウマウマ(ﾟ∀ﾟ)」の文字は、公式の原語版ビデオクリップにも入っている（英語版とドイツ語版では入っていない）。

## アーケードゲームへの収録
楽曲の人気によりアーケードゲームにも収録された。太鼓の達人では「太鼓の達人12」で初めて演奏曲として収録され、以降は新筐体版キミドリVer.まで収録されていたが、その後は削除されている。
Dance Dance Revolutionでは、「Dance Dance Revolution (2013)」に「Speedcake Remix」が収録された。難易度によってはサビに合わせて左右に飛び跳ねるような動きが含まれている。